# Otočje Glorieuses
Otočje Glorieuses, ponekad nazivani i otočje Glorioso (francuski: Îles Glorieuses) su maleni otoci u Indijskom oceanu koji čine nenaseljeni arhipelag površine 5 km², sjeverozapadno od Madagaskara.
Otočje je imenovano i naseljeno 1880. godine, kada je Francuz Hippolyte Caltaux osnovao plantažu kokosa na otoku Grande Glorieuse.

## Zemljopis
Otočje Glorieuses se u suštini sastoji od dva koraljna otoka, otoka Glorieuse ili Grande Glorieuse (3 km veličine u promjeru) i otoka Lys (otprilike 600 metara širine). U otočju postoji i 8 stjenovitih otočića (Roches Vertes: Brodolomna stijena, Južna stijena, Zelene stijene te tri stijene bez imena) i Otok rakova (l'Île aux Crabes, l’île aux Épaves). Svi zajedno su dio korabljnog grebena i lagune.
Klima je tropska, a teren nije visok, najveća visina na otočju je 12 metara. Otočje je prekriveno vegetacijom, od koje dominira kokos te drvo kazuarina.

## Administracija i gospodarstvo
Otočje je postalo posjed Francuske 1892. Otočje je dio Raspršenih otoka u Indijskom oceanu, kojima upravlja prefekt TAAF-a s Reuniona. 
Od 1914. do 1958. koncesije za iskorištavanje otoka su bile dodijeljene Sejšelskim poduzećima. Na otoku Glorieuse se nalazi garnizon od 11 vojnika, kao i radio i meteorološka stanica. Na ovom otoku postoji zračna pista, kao i sidrište.
Otoci su prirodni rezervat i važni za razmnožavanje morskih ptica i kornjača.
|  | Portal Francuske – Pristup člancima s tematikom o Francuskoj. |